# Giuseppe Basile (storico dell'arte)
Giuseppe Basile (Castelvetrano, 2 gennaio 1942 – Roma, 30 luglio 2013) è stato uno storico dell'arte, critico d'arte e saggista italiano, specialista nella teoria del restauro.

## Biografia
Nel 1964 si laureò in Storia dell'Arte all'Università di Palermo con Cesare Brandi trasferendosi subito a Roma per frequentare tra il 1965 ed il 1967 la Scuola di Perfezionamento in Storia dell'Arte della Università “La Sapienza” che aveva, allora, come Direttore Giulio Carlo Argan.
Tra il 1965 ed il 1967 è stato anche collaboratore, con borsa di studio dell'Istituto Nazionale di Archeologia e Storia dell'Arte (INASA), della Galleria nazionale d'arte moderna con borsa di studio INASA mentre, sempre a partire dal 1965 Assistente volontario presso la Cattedra di storia dell'arte medievale e moderna di Palermo.
Per alcuni anni, dal 1967 al 1976 insegna Storia dell'arte e Italiano e storia nelle scuole secondarie superiori.
Dal 1976 diviene funzionario storico d'arte presso il Ministero per i Beni culturali ed ambientali, assegnato alla Galleria nazionale d'arte moderna a Roma mentre dopo 5 mesi viene trasferito presso l'Istituto centrale per il restauro.
Presso l'ICR ha assunto prima, tra il 1976 ed il 1980, la direzione ad interim del Servizio interventi sui beni architettonici e dell'Ufficio Tecnico dell'ICR, poi, tra il 1981 e il 1987 anche la direzione della Sede staccata del San Michele.
Dal 1987 e sino alla pensione ha diretto il Servizio per gli interventi sui Beni artistici e storici dell'ICR. Sotto la sua direzione sono stati eseguiti alcuni tra i lavori di maggior complessità e prestigio che l'ICR abbia affrontato in quegli anni. Tra questi occorre ricordare l'intervento sugli affreschi di Giotto  nella Cappella degli Scrovegni a Padova e l'intervento di ricostruzione degli affreschi nelle volte crollate a seguito del terremoto nella Basilica di San Francesco ad Assisi.
A partire dall'anno accademico 1991 - 92 assunse anche l'incarico di docente presso la Scuola di specializzazione in Storia dell'arte all'Università “La Sapienza” di Roma e poi presso il Dipartimento di Storia dell'Arte. La materia insegnata era Teoria e storia del restauro delle opere d'arte e Basile mantenne l'incarico di insegnamento sino alla sua morte.
Dal 1995 divenne membro ordinario della Pontificia commissione per i beni culturali della Chiesa e della Pontificia commissione di archeologia sacra.
Negli ultimi anni, soprattutto in coincidenza con il centenario della nascita di Cesare Brandi (2006) ha promosso numerosi incontri e convegni volti ad approfondire i contenuti del pensiero e dell'attività dello studioso senese e la traduzione in numerose lingue della Teoria del restauro, principale testo di Brandi sulla teoria del restauro.
Tra le sue iniziative in questi anni si sottolinea la fondazione, a Palermo, dell'“Associazione culturale Onlus Archivio internazionale per la storia e l'attualità del restauro – per Cesare Brandi” (AISAR) oltre che della Associazione Amici di Cesare Brandi. Sempre a Palermo faceva parte del comitato scientifico della collana scientifica editoriale "Museo Diocesano di Palermo: studi e restauri".Il 16 ottobre 1972 si unì in matrimonio nel palazzo del Comune di Siena con Vita Russo con la quale visse fino alla fine.
Malato di tumore, è scomparso nel 2013 all'età di 71 anni.È sepolto nel cimitero romano di Prima Porta.
Occorre sottolineare come il gruppo di allievi di Brandi prima e di Argan dopo, costituito da storici d'arte del peso di Michele Cordaro, Maria Crocifissa Andaloro, Maria Stella Spampinato, Enzo Bilardello e lo stesso Giuseppe Basile abbia costituito poi un gruppo omogeneo di funzionari statali e docenti universitari attenti e dediti alla verifica pratica ed alla applicazione delle teorie sul restauro di Cesare Brandi.

## Lavori di restauro diretti
Lavori di restauro diretti da Giuseppe Basile:
ATTIVITA' DI PREVENZIONE (controllo, monitoraggio, manutenzione): 
- Milano, S. Maria delle Grazie: Cenacolo di Leonardo da Vinci
- Padova, Cappella Scrovegni: ciclo pittorico di Giotto
- Mantova, Palazzo Ducale, Camera degli Sposi: dipinti di Andrea Mantenga
- Assisi, Basilica Superiore di S. Francesco: cicli pittorici di Giotto, Cimabue, Torriti, Maestro Oltremontano, Maestri Romani
- Abbazia S. Vincenzo al Volturno: dipinti murali, decorazioni e suppellettili in marmo e in cotto
- Roma, S. Maria in Trastevere, Cappella Altemps: Icona della Clemenza
- Orvieto, Duomo: Reliquiario del Corporale

DECORAZIONI MURALI (dipinti, mosaici, legni, stucchi):
- Interventi conservativi in emergenza (Valle del Belice – 1968; Friuli – 1976 /1980; Irpinia – 1980/1981; Umbria – 1997 /2000)

INTERVENTI CONSERVATIVI E DI RESTAURO 
- Ospedaletto di Gemona, Parrocchiale; Venzone, Santi Giacomo e Anna; Villuzza di Ragogna, Parrocchiale; Gaio di Spilimbergo, Parrocchiale; Cividale del Friuli, S. Francesco; Udine, Arcivescovado, Giovan Battista Tiepolo : dipinti murali
- S. Vincenzo al Volturno, Cripta dell'Abate Epifanio (sec. IX) : dipinti murali
- Venafro, Castello, Dipinti murali sec. XVI
- Gambatesa, Castello, Dipinti murali 1550
- Mantova, Palazzo Te: Sala dei Cavalli, Sala di Psiche, Sala dei Venti, Sala dei Giganti, Saletta degli Stucchi (Giulio Romano, 1524-1530): dipinti murali e stucchi
- Assisi, Basilica Inferiore: Cappella di S. Martino (Simone Martini), Cappella di S. Nicola (Giotto e aiuti), Cappella della Maddalena (Giotto), Storie dell'Infanzia di Cristo (Giotto e aiuti), Virtù Francescane (Giotto e aiuti), Storie della Passione (Pietro Lorenzetti), Storie di S. Francesco e della Passione (Maestro di S. Francesco), Storie di S. Ladislao (Puccio Capanna): dipinti murali 1260 – 1340
- Assisi, Basilica Superiore: Crocifissioni, Storie di S. Pietro, S. Paolo e della Madonna, Apocalissi, Evangelisti, Apostoli (Cimabue), Apostoli ( “ Maestro Oltremontano”),  Storie dell'Antico Testamento, Dottori della Chiesa (Maestri Romani), Grandi Intercessori (Jacopo Torriti), Storie di S. Francesco (Giotto) : dipinti murali 1270 – 1300
- Padova, Cappella Scrovegni: Ciclo della Salvazione (Giotto, 1303-1305), Storie della Vergine (Seguace di Giotto, 1320 ca) : dipinti murali
- Milano, S. Maria delle Grazie, Ex Refettorio: Cenacolo di Leonardo da Vinci
- Roma, Palazzo del Quirinale: Cappella dell'Annunziata (Guido Reni, sec. XVII), Sala del Diluvio (Antonio Tempesta, sec. XVI), Sala delle Dame ( Felice Giani, sec. XVIII – XIX) e Berthel Thorvaldsen, sec. XVIII – XIX, Sala Rossa (sec. XIX-XX) : dipinti murali (e stucchi Thorvaldsen)
- Roma, Sapienza, Aula Magna Rettorato: L'Italia fra le Arti e le Scienze (Mario Sironi, 1935) : dipinto murale
- Roma, S. Stefano Rotondo, Cappella dei SS. Primo e Feliciano, catino absidale (sec. VII) : mosaici
- Roma, S. Cecilia: catino abside centrale (sec. VIII) : mosaici
- Roma, S. Clemente: catino abside centrale (sec. XII) : mosaici
- Roma, S. Sabina: controfacciata (sec. X) : mosaici
- Roma, S. Teodoro: catino abside centrale (sec. IX) : mosaici
- Roma, S. Pietro in Vincoli, Cappella S. Demetrio (sec. IX) : mosaici
- Palermo, Cappella Palatina (sec. XII): cupola bema (mosaici) e soffitto (legno intagliato e dipinto)
- Palermo, La Zisa ( sec. XII): Sala del trono (mosaici) e iscrizioni arabe e muqarnas
- Cefalù, Duomo (sec. XII) : pannelli decorativi lignei del soffitto

DIPINTI SU SUPPORTI VARI: 
- Padova, Cappella Scrovegni: Dio Padre (1305)  “tavola”
- Assisi, Basilica S. Francesco: decorazione pittorica murale ex sacrestia (sec. XVII)
- Genova, Cattedrale: ante d'organo di Andrea Ansaldo (sec. XVII) : tela
- Napoli, Museo Capodimonte: dipinti su tavola di Palma il Vecchio, Correggio, Marco Pino,
- Rovigo, Pinacoteca dei Concordi: Cristo Portacroce di Giovanni Bellini (1489)
- Siracusa, Museo Bellomo: Annunciazione di Antonello da Messina (1474)
- Cefalù, Museo Mandralisca: Antonello da Messina, Ritratto di Ignoto (1474)
- Cosenza, Museo Nazionale: Simone Martini, S. Ladislao (1320)
- Malta, Concattedrale di S. Giovanni: Caravaggio, S. Girolamo (1608)
- Siracusa, Museo Bellomo: Caravaggio, Seppellimento di S. Lucia (1608)

DECORAZIONI E MANUFATTI LAPIDEI:
- Termoli, Cattedrale, facciata (sec. XIII)
- Larino, Cattedrale, facciata (sec. XIV)
- Cefalù, Duomo, Chiostro (sec. XII)
- Monreale, Duomo, Chiostro (sec. XII)
- Berlino, Ambasciata d'Italia, sale di rappresentanza (sec. XVI)
- Padova, Cappella Scrovegni: Madonna con Bambino e 2 Diaconi (Giovanni Pisano, 1305), Statua di Enrico Scrovegni (1320 ca), Tomba di Enrico Scrovegni (1330 ca), suppellettili e arredi in marmo e in legno inizi ‘300
- Salemi, Museo: Madonna con Bambino (sec. XVI) : alabastro dipinto e dorato
- Venafro, Museo: Trittico della Passione di Cristo (sec. XVI) : alabastro dipinto
- Roma, S. Croce in Gerusalemme, sacrestia: SS. Pietro e Paolo (sec. XIV) alabastro

SCULTURE IN MATERIALI VARI:
- Salemi, Museo: Madonna con Bambino (sec. XVI) : terracotta
- Roma, Università La Sapienza: Minerva di Artuto Martini (1935): bronzo
- Roma, Galleria nazionale arte moderna: Arciere di G. A. Bourdelle (1909): bronzo
- Roma, Sede Centrale RAI: Cavallo morente di Francesco Messina (1964) : bronzo
- Venezia, S. Marco: porta laterale destra (sec. XIV) : bronzo

POLIMATERICI E MATERIALI VARI: 
- Trento, Museo Provinciale, Cofanetto in avorio (sec. XIV)
- Palermo, Cappella Palatina, Cofanetti in avorio (sec. XII)
- Orvieto, Duomo: Reliquiario del Corporale e Reliquiario di S. Prassede (Ugolino di Verio, 1338) : oro, argento e smalto traslucido
- Orvieto, Museo Diocesano: Paliotto di S. Domenico (sec. XVIII) : cuoio dorato
- Venafro, Museo: Paliotto della Annunciazione (sec. XVIII) : seta operata e ricamata
- L'Aquila, Museo: Stendardo di S. Bernardino e Stendardo dell'Aquila (sec. XVI) seta dipinta
- Roma, S. Maria in Trastevere, Cappella Altemps: coperta argentea Icona della Clemenza (sec. XVIII) e Calice del Cardinale di York ( sec. XVIII)
- Roma, S. Maria in Trastevere, Organo Altemps (Giuseppe Testa, 1701)
- Assisi, Basilica di S. Francesco, Cappella della Maddalena: vetrata (sec. XIII)
- Assisi, Basilica e Convento di S. Francesco: organo portativo (sec. XVIII)
- Assisi, Basilica e Convento di S. Francesco: Regola francescana (sec. XIII) pergamena
- Assisi, Basilica di S. Maria degli Angeli: Genealogia francescana (sec. XVI) carta
- Città di Castello, Collezione Burri: Tutto nero e Nero e Bianco (Burri, 1957 e 1971)
- Roma, Galleria Comunale arte moderna: Maternità di Pino Pascali (1963)
- Roma, Collezione Sacco: Sicofoil di Carla Accardi (1978)